# Stenaspis solitaria
Stenaspis solitaria är en skalbaggsart som först beskrevs av Thomas Say 1824.  Stenaspis solitaria ingår i släktet Stenaspis och familjen långhorningar. Inga underarter finns listade i Catalogue of Life.